# 洋委陵菜
洋委陵菜（学名：Potentilla erecta）是蔷薇科委陵菜属的一种多年生草本植物。该种原产于欧洲与西亚。

## 描述
洋委陵菜是一种丛生草本，植株长10至30厘米，可在山地、荒原、草地、沙丘等多种环境下生长，适应于酸性土壤。
花期为5月至8、9月，花朵7至11厘米宽，花瓣4片、黄色，每片3至6毫米长。蔷薇科植物多为5片花瓣，因此花瓣数量是洋委陵菜与其他蔷薇科植物的一个主要区别。雄蕊20至25枚。基生叶有长叶柄，茎生叶无柄或有短叶柄。叶互生，三出复叶，倒卵形，边缘有锯齿。